# Rhyacophila mroczkowskii
Rhyacophila mroczkowskii là một loài Trichoptera trong họ Rhyacophilidae. Chúng phân bố ở miền Cổ bắc.